# Orba
Orba és un municipi situat a l'interior de la comarca de la Marina Alta al País Valencià. Conté en el seu terme municipal Orbeta, una xicoteta població vinculada i dependent. A més a més, s'hi han anat consolidant al llarg de les darreres dècades diverses urbanitzacions, com l'Aspre, el Capsó, la Plana o la Palmeria entre d'altres, construïdes al voltant del poble. Actualment té 2.216 habitants (INE 2014).

## Geografia
El poble està situat en una vall longitudinal que recorre el riu Girona, la Rectoria de la Marina Alta. La zona septentrional del terme municipal és plana, caracteritzada pels terrenys d'al·luvió del Girona i el Trullens, mentre que al sud es troben les muntanyes del Migdia, la Solana i el Seguili.
La seua extensió és de 17,79 km² i queda limitada per les poblacions de Tormos, Sagra i Pego al nord, la Vall de Laguar i Murla al sud, Benidoleig i Alcalalí a l'est, i la Vall d'Ebo a l'oest.

## Comunicacions
Orba compta amb unes bones comunicacions, amb l'autopista del Mediterrani, que dista d'uns 8 minuts amb cotxe, uns 8 km, així com línia d'autobús, amb els principals centres de la Marina Alta.

## Història
Orba (de l'àrab Ur-Obia el significat del qual és 'lloc on brolla l'aigua des de la muntanya') és un poble amb un passat morisc important que podem percebre encara hui a través de la seua artesania de fang o de l'estructura agrària. Un nucli amb una clara situació estratègica, comunica l'interior de la Marina Alta amb Pego i els pobles de la Rectoria amb la Vall de Laguar.
Té un origen prehistòric, molt probablement el d'un assentament iber. Arran de la invasió musulmana al segle viii, es va assentar a Orba un poble d'origen barbaresc del grup dels Masmuda —la tribu d'Auraba, provinent del nord d'Àfrica— que es consolidà com una important població amb una economia creixent basada en l'agricultura i en l'artesania.
A mitjans del segle xiii, el rei Jaume I el Conqueridor (Montpeller 1208 - València 1276), rei d'Aragó, de València i de Mallorca, comte de Barcelona i d'Urgell, i senyor de Montpeller (1213-1276), va arrabassar les terres valencianes al cabdill Al-Azraq ('el d'ulls blaus') i les vinculà a la Corona d'Aragó.
Orba fou inclosa a la baronia de Pego i poc després cedida a l'infant Pere de Ribagorça, fill de Jaume II el Just. També passà a mans d'Hug de Cardona, Vidal de Vilanova i, més tard, l'any 1476, fou venuda als comtes d'Oliva. Mitjançant entroncaments familiars, els ducs de Gandia, vinculats amb els Borja i, finalment, els ducs d'Osuna, retingueren també el poble en el seu poder.
En 1609, Orba tan sols comptava amb 70 cases segons el cens de Caracena. Després del decret d'expulsió dels moriscos promulgat per Felip III de Castella, que trobà en el Regne de València la seua última resistència, el poble quedà completament deshabitat. Després de repetides instàncies sobre la necessitat de repoblar, el 9 de juliol de 1611 se signaren els capítols de la Carta de Població. Veïns de Pego i Murla s'encarregaren de la primera repoblació, mentre que la segona fou per part de gent provinent de Mallorca. L'any 1787 tenia un cens de 550 habitants, que augmentaren als 1255 de l'any 1860.
A mitjans del segle xix, i després de llargs litigis, Orba fou desvinculada del senyoriu de Gandia. Va desenvolupar a finals d'aquest segle el cultiu de la morera, però en entrar en declivi el sector, començà l'emigració de molta població orbera cap a colònies franceses o la mateixa França o Alemanya en busca de treball. No fou fins ben entrada la dècada dels 60, amb l'auge del sector turístic i l'aparició i consolidació de la indústria de marroquineria, que la població d'Orba augmentà. Tanmateix, en la dècada dels 80 la marroquineria orbera entrà en crisi, molts treballadors perderen la faena i passaren a dedicar-se al sector de la construcció, que va passar a ocupar la gran majoria del poble d'Orba a finals del segle xx i principi del segle xxi.

## Economia
La població d'Orba compta amb empreses dedicades a l'exportació de productes asiàtics, com La Bolata o empreses dedicades al sector de la marroquineria com Torrens o Toypa. També té dos dels magatzems de materials més grans de la Marina Alta, Marorba i Dasi, així com ferreteries, assessories, asseguradores, sucursals bancàries, tallers de cotxes, notaria i molts locals de restauració.

## Demografia
Segons el cens de l'INE de 2014, Orba té una població de 2.216 habitants.
| Población | 1.178 | 1.098 | 1.460 | 1.362 | 1.328 | 1.352 | 1.205 | 1.144 | 1.458 | 1.533 | 1.659 | 2.361 | 2.503 | 2.630 | 2.216 |

## Política i govern

### Composició de la Corporació Municipal
El Ple de l'Ajuntament està format per 11 regidors. En les eleccions municipals de 26 de maig de 2019 foren elegits 7 regidors de Compromís per Orba (Compromís), 2 del Partit Popular (PP) i 2 del Partit Socialista del País Valencià (PSPV-PSOE).
| Eleccions municipals de 26 de maig de 2019 - Orba                                                                                            |                                          |                                     |                                     |        |          |          |
| Candidatura | Candidatura                              | Candidatura                         | Cap de llista                       | Vots   | Vots     | Regidors |
| | Compromís per Orba                       |                                     | Joan Ignasi Cervera Arbona          | 591    | 56,13%   | 7 (+2)   |
| | Partit Popular                           |                                     | Pedro Antonio Giménez Berenguer     | 233    | 22,13%   | 2 (-2)   |
| | Partit Socialista del País Valencià-PSOE |                                     | Steven Joseph Prats Mora            | 224    | 21,27%   | 2 ()     |
| | Vots en blanc                            |                                     |                                     | 5      | 0,47%    |          |
| Total vots vàlids i regidors | Total vots vàlids i regidors             | Total vots vàlids i regidors        | Total vots vàlids i regidors        | 1.053  | 100 %    | 11       |
| | Vots nuls                                | Vots nuls                           | Vots nuls                           | 8      | 0,75%    |          |
| Participació (vots vàlids més nuls) | Participació (vots vàlids més nuls)      | Participació (vots vàlids més nuls) | Participació (vots vàlids més nuls) | 1.061  | 74,30%** |          |
| Abstenció | Abstenció                                | Abstenció                           | Abstenció                           | 367*   | 25,70%** |          |
| Total cens electoral | Total cens electoral                     | Total cens electoral                | Total cens electoral                | 1.423* | 100 %**  |          |
| Alcalde: Joan Ignaci Cervera Arbona (Compromís) (15/06/2019) Per majoria absoluta dels vots dels regidors (8 vots: 7 de Compromís i 1 de PP) |                                          |                                     |                                     |        |          |          |
| Fonts: JEC, JEZ Dénia, M. Interior, Periòdic Ara. (* No són vots sinó electors. ** Percentatge respecte del cens electoral.)                 |                                          |                                     |                                     |        |          |          |

### Alcaldes
Des de 2015 l'alcalde d'Orba és Joan Ignasi Cervera Arbona de Compromís per Orba (Compromís).
| Període                       | Alcalde o alcaldessa                            | Partit polític | Data de possessió     | Observacions        |
| ----------------------------- | ----------------------------------------------- | -------------- | --------------------- | ------------------- |
| 1979–1983                     | Fernando Llopis Morell                          | UCD            | 19/04/1979            | --                  |
| 1983–1987                     | Félix Aranda Sendra                             | PSPV-PSOE      | 28/05/1983            | --                  |
| 1987–1991                     | Ángel Pérez Zaragoza                            | PSPV-PSOE      | 30/06/1987            | --                  |
| 1991–1995                     | Juan Salvador Caravaca Pons                     | CNI            | 15/06/1991            | --                  |
| 1995–1999                     | Ángel Pérez Zaragoza                            | PSPV-PSOE      | 17/06/1995            | --                  |
| 1999–2003                     | Manuel Jesús Aranda Llorca Melchor Mut Caravaca | Bloc-EV PP     | 03/07/1999 23/08/2000 | Moció de censura -- |
| 2003–2007                     | Francisco Vicente Villar Agud                   | PP             | 14/06/2003            | --                  |
| 2007–2011                     | Francisco Vicente Villar Agud                   | PP             | 16/06/2007            | --                  |
| 2011–2015                     | Francisco Vicente Villar Agud                   | PP             | 11/06/2011            | --                  |
| 2015–2019                     | Ignasi Cervera Arbona                           | Compromís      | 13/06/2015            | --                  |
| 2019-2023                     | Ignasi Cervera Arbona                           | Compromís      | 15/06/2019            | --                  |
| Des de 2023                   | n/d                                             | n/d            | 17/06/2023            | --                  |
| Fonts: Generalitat Valenciana |                                                 |                |                       |                     |

## Serveis municipals

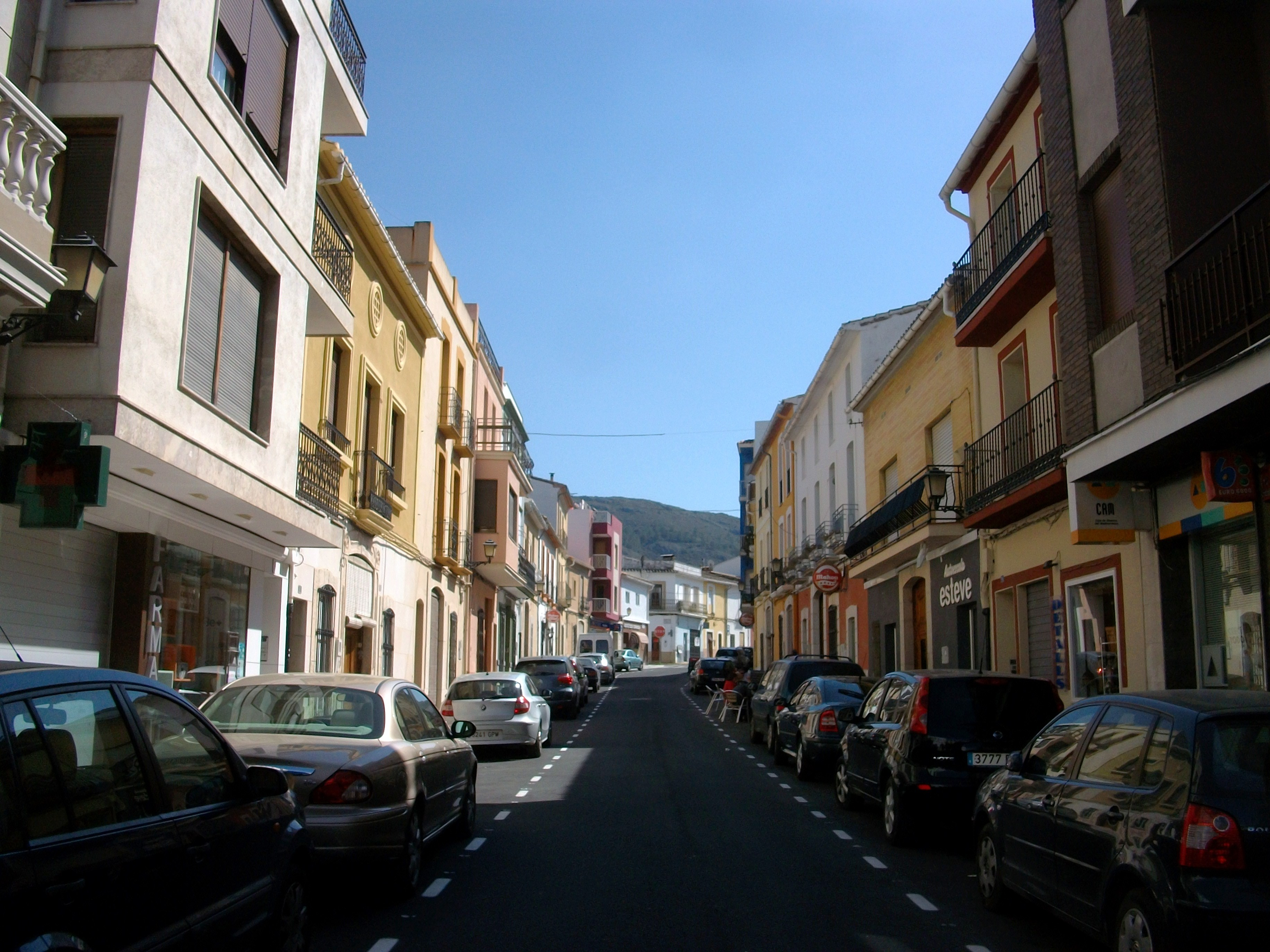
Carrer Major d'Orba

- Centre Mèdic. Inaugurat l'any 2005, dona servici a la població d'Orba i altres localitats dels voltants. Està situat a la nova avinguda de l'Alter i compta amb servici d'urgències 24 hores.

- Casal Jove. S'hi troba dalt de la nova escola de música, compta amb totes les comoditats, jocs de taula, videojocs, entre d'altres. Fou inaugurat a principis del 2011.

- Escola de Música. Si d'una cosa Orba pot estar orgullosa és de la seua activitat musical, i un paper important ho ha tingut el Musical, la població orbera compta amb grup de rondalla, coral, banda juvenil i com no la seua estimada i centenària agrupació musical, coneguda com la Unió Musical Orbense dirigida pel director Miguel Torrens Escrivá, compositor entre altres obres de l'himne d'Orba. L'escola d'Orba podem dir que és una de les millors de la nostra comarca.

- Poliesportiu. Compta amb unes instal·lacions totalment modernitzades, pista de pàdel, tennis, frontó, futbol sala, trinquet, camp de futbol i piscina. Orba també disposa d'un bon grapat d'organitzacions esportives, com ara les escoles esportives Orberes, que engloba les modalitats de futbol sala masculí i femení, i voleibol, o el club de pilota i el club de Futbol (coneguts com els rogets, degut al color de la camisa), el Ràpid d'Orba, que milita en segona regional i té una de les aficions més fidels de tota la categoria.

- Llar de la tercera edat. Edifici, situat en canonge Sendra, totalment renovat i ampliat, i que compta amb diferents espais per a les persones majors de població orbera, amb un total de tres plantes. També és el lloc de reunió de persones de la tercera edat d'altres localitats que no disposen d'eixe servei.

- Futur centre d'associacions. S'ubicarà en l'actual caserna de la guàrdia civil, i serà lloc de reunió per les nombroses associacions culturals i juvenils, que donen vida a la cultura i l'oci del poble d'Orba.

- Col·legi Hispanitat. Ubicat en l'avinguda del Port, compta amb classes d'infantil, fins a l'ESO, els menuts de la població acudixen a la guarderia del municipi, Bolquerets.

- Casa de cultura. Està ubicada en les antigues escoles, compta amb una biblioteca, en la planta superior, així amb un saló d'actes amb capacitat per a 200 persones, on es realitzen els actes més importants culturals orbers.

## Monuments i llocs d'interés

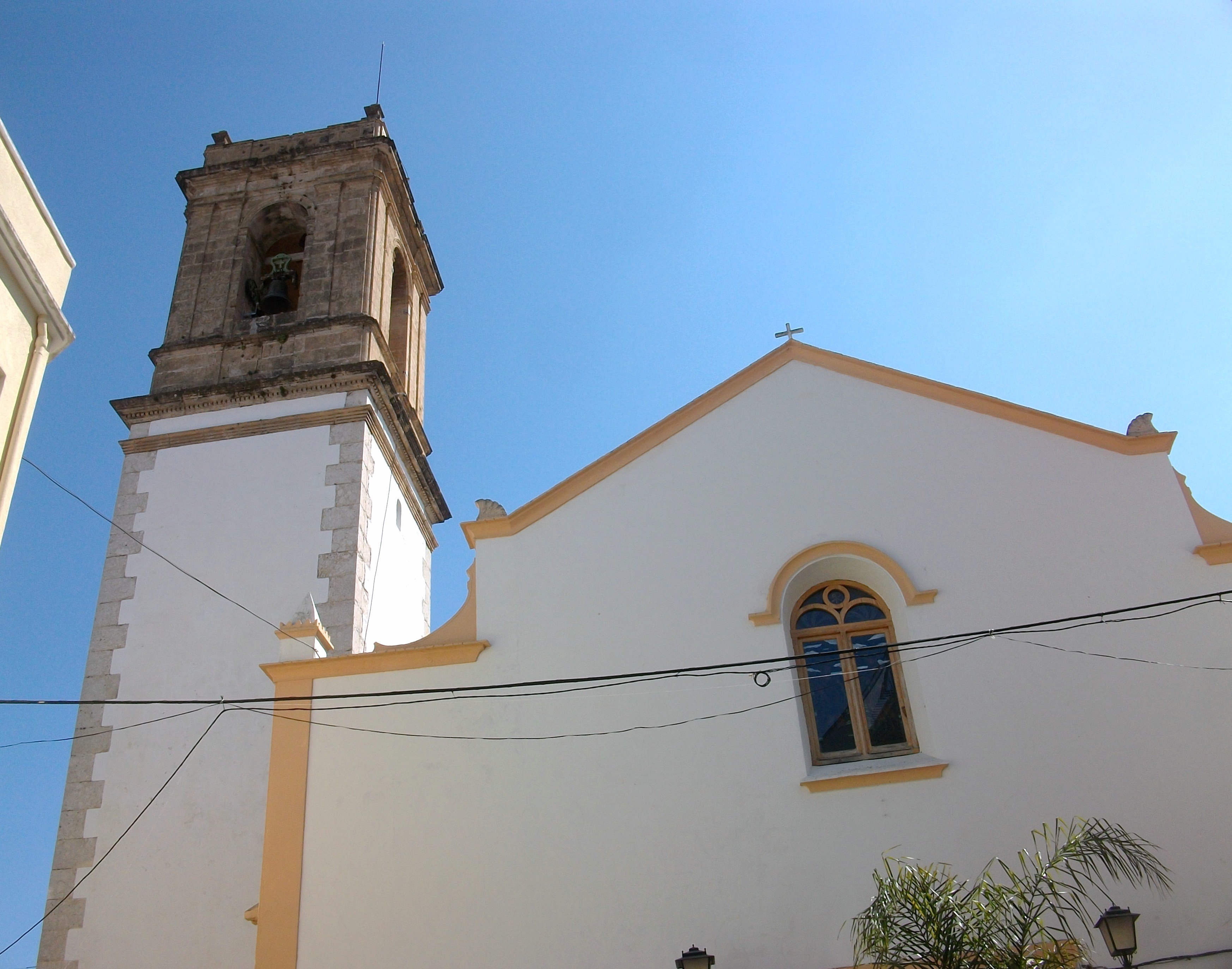
Església de la Nativitat del Senyor

- El Castellet. És una fortalesa cristiana en ruïnes, construïda a finals del segle xiii, sobre la muntanya que rep el mateix nom. En l'actualitat parteix els termes d'Orba i Murla però històricament perteneix a aquest últim[cal citació].

- Casa Senyoria (xvi). Construïda en l'últim terç del segle xvi pels comtes d'Oliva, fou pensada originàriament per a residència dels batles i, amb el temps, passà al servei dels arrendadors dels drets dominicals. La conformaren fins al primer terç del segle xix diverses estances, graners, estables, almàssera i fins i tot presó, els vestigis del qual encara podem observar. S'ubicà, a més a més, la primera posada per a vianants que va establir el duc de Gandia l'any 1770.

- Barranc de Fontilles. Es troba al peu del Castellet i del Cavall Verd on es va construir un dic per tal de recarregar els aqüífers i, posteriorment, s'hi han fet una sèrie d'actuacions per crear l'àrea recreativa.

- Església parroquial (xix). Suposadament edificada sobre el solar de l'antiga mesquita, fou lleugerament reformada a mitjans del segle xix, encara que l'aspecte que presenta actualment es deu més aviat a les obres de restauració i ampliació que es dugueren a terme l'any 1917, quan el pintor Carlos Ruano Llopis, natural d'Orba, decorà el seu interior. De planta basilical amb tres naus i una sola porta, l'edifici presenta dues capelles entre contraforts a cada costat de la porta principal i diversos altars que es manifesten per les dues parets laterals fins a arribar al presbiteri de planta rectangular, diferent de la gran majoria d'esglésies valencianes, on s'alça l'altar major. El sostre, una volta de canó lluïda, presenta diverses llunetes amb xicotets finestrals de colors. Cal destacar el frontó de l'altar major que, amb el títol de La Profecia d'Abraham, va aconseguir salvar-se en 1936.

- Torre campanar (xix). Construït a mitjans del segle xix, és de base quadrada i combina els carreus de pedra calcària dels cantons amb la tosca groguenca del cos més alt. La forma constructiva és molt semblant a la que presentava el primitiu projecte de la presa del pantà d'Ísbert de 1876, redactat per en Toribio Iscar Sáez i possiblement autor de la torre. Tres campanes alberga l'últim cos que, per ordre d'antiguitat es fan dir Sant Tomàs de Vilanova la més grossa, de 729 kg i col·locada l'any 1917, Nativitat del Senyor la menuda, de 198 kg i col·locada en 1941, i la mitjana, regalada a la parròquia l'any 1978 per en Àngel Martínez Domènech, de 422 kg.

- Creu floral. Realitzada pel picapedrer Lorenzo Torrens Reig, es posà en 1902 substituint a la primera i més antiga, de fusta, que s'alçava en l'entrada nord del poble. Fou destruïda l'any 1936, però pogué ser reconstruïda més tard per Pedro Llopis Torrent amb les mateixes pedres llevat del braç superior que havia quedat seriosament danyat.

- Font de dalt (1925). També coneguda amb el nom de Font d'Orbeta, fou construïda l'any 1893, però no va ser fins a 1925 quan s'optà per cobrir-la front de les inclemències meteorològiques.

- Font de baix (1904). Construïda en 1904, cal destacar el treball de tall de la pedra realitzat per Lorenzo Torrens Reig, d'una composició que intenta imitar l'estil gòtic.

## Llocs d'esbarjo
En la darrera dècada, Orba ha anat compensant sensiblement la tradicional falta de jardins, parcs i zones verdes, i hui dia disposa dels llocs d'esbarjo següents:
- Parc de l'ermita. Es troba al costat de l'ermita, és el lloc de reunió i esplai per als xiquets d'Orbeta, compta amb zones verdes i un parc infantil.

- Passeig de la creu. Ubicat al final de l'avinguda d'Amèriques, gira entorn la creu floral, compta amb bancs i una zona de parc infantil.

- Parc de Sant Francesc. S'ubica en l'antiga casa de la senyoreta, amb una superfície de quasi 2000 m2, compta amb parc infantil, pista de mini-futbet, o escenari on desenvolupar activitats culturals, en la part inferior compta amb un aparcament subterrani.

- Zona recreativa de la piscina. Ubicada en el poliesportiu municipal, compta amb zona de barbacoa, així com parc infantil, és una zona típica per anar a dinar el diumenge, per a molta gent del municipi d'Orba.

- Parc del centre mèdic. Es troba al final de l'avinguda de l'Alter, molt freqüentat degut a la proximitat a la població d'Orbeta, al centre mèdic i a la llar del jubilat.

## Festes
- Festes Patronals a la Mare de Déu dels Desemparats. Quatre dies de celebració, de divendres a dilluns, que tenen lloc el segon cap de setmana de maig de cada any, encara que el dissabte d'abans es fa la presentació dels festers i després hi ha orquesta. Processons, l'ofrena de flors, balls, carrosses i castells de focs d'artifici, una mascletà és el que ens trobarem, i des del 2003, la presentació dels festers queda avançada a la setmana d'abans. Les festes engloben actes tan emotius com la processó del diumenge en honor de la Mare de Déu dels Desemparats, l'ofrena de flors o la jornada lúdica de les carrosses.

- Sant Crist de l'Agonia. Més comunament conegudes per les Festes d'Orbeta, se celebren el segon cap de setmana de juliol i són famoses per la barra dels quintos, que atrau molta gent dels voltants i el sopar popular de diumenge a la nit.

- Festes Populars. També conegudes com les Festes dels bous, tenen lloc l'últim divendres de juliol fins al primer dissabte d'agost, amb el Dia de les Paelles (les colles fan paelles a la plaça), el Dia dels Majors (la comissió de festes organitza algun àpat per a la gent més gran), el Dia dels Xiquets (es munten atraccions a la plaça per als xiquets), el Dia dels Quintos (totes les colles de la mateixa edat s'ajunten per a anar a dinar) amb la seua discomòbil i, a més a més, balls i bous tant de nit com de dia.

## Excursions i senderisme
- Ruta Font Centella. A peu i en alguns trams en bicicleta de muntanya, amb una durada de 5-6 hores i una dificultat mitjana. El recorregut és d'uns 14 km, aproximadament, i cal tenir present que a l'estiu és una ruta dura. Els punts més interessants són:
  - Carrer de Baix. En l'antiga i més important entrada al poble, ja que des d'ella partien els camins que portaven direcció al Marquesat de Dénia i al Comtat d'Oliva.
  - Pont d'Orba. Projectat amb la carretera Pego - Benidorm de 1887, fou construït el 1904.
  - Polvorí. Construcció singular de planta circular i volum cilíndric cobert amb volta semiesfèrica, estava pensada per evitar arestes pronunciades. La seua finalitat era guardar explosius per a les diferents construccions del segle passat.
  - Toll Blau. Ubicat en el fascinant paratge d'Isbert, al llit del riu Girona. S'excavà un forat en forma d'estany, provocat per les aigües que es precipiten des de la Vall de Laguar a través de la Font d'Isbert, la qual sol estar activa durant tot l'any. Conta la llegenda de l'Engolidor que existia un forat que es tragava tot aquell que intentava trobar el fons del Toll Blau, nom que prové del color que les pedres precioses que existien en el seu interior.
- Ruta Castellet d'Orba. A peu i en alguns trams en bicicleta de muntanya, la seua durada és de 2-3 hores amb una dificultat baixa-mitjana. El recorregut és de 6 km aproximadament i els punts d'interés són:
  - Font de la Xopena. El seu nom fa referència al munt de xops que creixen en el barranc de l'Alberca. Hi ha el registre de la seua existència en el segle xv. Passejada interessant el quart dia de Pasqua per menjar-se la típica mona.
  - Camí Vell de Murla. Se situa entre el Castellet i el Tossal del Port, però va caure en desús.
  - Castellet d'Orba. Es tracta de l'element més emblemàtic del poble. La pujada al Castellet és una miqueta costosa, però les vistes des de la muntanya s'ho valen i molt.

## Personatges rellevants
- Carlos Ruano Llopis (Orba, 1878 - Mèxic, 1950): Pintor i cartellista taurí.
- Sacha Kruithof Perelló (Orba, 1998): Pilotari valencià.